# Locarnofördragen
Locarnofördragen var en serie av sammanlagt sju avtal som förhandlades fram under en konferens  i Locarno i Schweiz mellan 5 och 16 oktober 1925 och som undertecknades i London den 1 december samma år, för att skapa ett förhållande där Tyskland som likställd part kunde delta i internationella förhandlingar. Bland annat garanterade fördragen Frankrikes och Belgiens gränser mot Tyskland efter Versaillesfreden och de fastslog demilitarisering av Rhenlandet.
Föregången av långvariga diplomatiska förhandlingar hölls konferensen mellan ombud för Belgien, Frankrike, Italien, Polen, Storbritannien, Tjeckoslovakien och Tyskland. Bland förgrundsgestalterna märktes de franska, tyska och brittiska utrikesministrarna Aristide Briand, Gustav Stresemann och Austen Chamberlain, samt tyske rikskanslern Hans Luther.
Genom avtalen påskyndades utrymningen av det ockuperade Rhenlandet genom att det förklarades för demilitariserad zon, och Tysklands inträde i Nationernas Förbund året därpå förbereddes. Det främsta resultatet var ett garantifördrag eller en "säkerhetspakt" mellan Tyskland, Belgien, Frankrike, Italien och Storbritannien, där alla staterna erkände ett status quo för gränserna mellan Tyskland och Belgien och mellan Tyskland och Frankrike och gränsernas okränkbarhet. Tyskland och Belgien samt Tyskland och Frankrike förband sig att inte anfalla eller gå till krig mot varandra utom för legitimt försvar eller som en följd av förpliktelser enligt Nationernas förbunds akter. Samtliga länder lovade därutöver att med fredliga medel försöka bilägga alla tvistefrågor mellan länderna.
Locarnofördragen kompletterades med ett särskilt skiljedomsavtal mellan Tyskland och Belgien samt Tyskland och Frankrike. Dylika avslöts även mellan Tyskland å ena sidan samt Polen och Tjeckoslovakien på den andra, varutöver fördrag mellan Frankrike och Polen/Tjeckoslovakien var avsedda att ömsesidigt betrygga dessa staters gränser. Konferensakterna undertecknades slutgiltigt i London 1 december 1925.
Avtalen skulle, trots att det bidrog till några års stabilitet i Europa, visa sig värdelösa av bland annat följande orsaker:
1. Den 7 mars 1936, besatte Adolf Hitler, utan förvarning, det område som skulle vara obesatt, de tyska områdena väster om Rhen. Detta väckte stora protester i länderna runt omkring, men ingen gjorde något åt det, kanske för att man hade de blodiga striderna från första världskriget i färskt minne och till varje pris ville undvika en repris.
2. Man hade i avtalen heller inte slagit fast dragningen av Polens och Tjeckoslovakiens gränser mot Tyskland. Detta kunde Hitler utnyttja i bland annat "folkomröstningar" för att få tillbaka land. Han kunde dessutom gå in med trupper i Tjeckoslovakien redan i mars 1939, ca ett halvår innan andra världskriget bröt ut.
Även om många länders ledare försökte lösa Hitlers ständiga avtalsbrott, gavs han stor frihet i sina handlingar.

## Fotnoter
1. 1 2 3 4 5  Carlquist, Gunnar, red (1937). Svensk uppslagsbok. Bd 17. Malmö: Svensk Uppslagsbok AB. sid. 518